# Lejasciems
Lejasciems ist eine Ortschaft in Lettland unweit von Gulbene. Sie liegt am linken Flussufer der Gauja und ist Hauptort der Gemeinde Lejasciems (Lejasciema pagasts). 2007 waren 712 Einwohner gemeldet. Sie gehört zum Bezirk Gulbene, der 2009 aus den Gemeinden Beļava, Daksti, Druviena, Galgauska, Jaungulbene, Litene, Lizums, Līgo, Ranka, Stāmeriena, Stradi, Tirza und Lejasciems entstand.

## Geschichte
Lejasciems wurde 1867 auf dem Grund des Gutes Lejasmuiža (deutsch Aahof) gegründet. 1873 erhielt Lejasciems den Status einer Ortschaft im Kreis Valka, von 1928 bis 1939 die Stadtrechte. Bedeutung und Einwohnerzahlen sanken jedoch mit der Inbetriebnahme der Bahnstrecke Gulbene–Alūksne, die nicht an Lejasciems vorbeiführt.

## Lejasciema pagasts
Die Gemeinde Lejasciems hat 1343 Einwohner (2020) und umfasst die Orte Dūre, Cinci, Čipati, Jānūži, Krampani, Ķilpani, Lapati, Lejasciems, Mālumuiža, Salaki, Salmaņi, Sinole, Umari und Zvārtavi.

## Söhne und Töchter
- Roberts Eidemanis (1895–1937), sowjetischer Offizier und lettischer Schriftsteller
- Zenta Mauriņa (1897–1978), lettische Schriftstellerin
- Zbigņevs Stankevičs (* 1955), Erzbischof von Riga